# Elaphoglossum yoshinagae
Elaphoglossum yoshinagae là một loài thực vật có mạch trong họ Lomariopsidaceae. Loài này được (Yatabe) Makino mô tả khoa học đầu tiên năm 1901.